# Николай Корженевски
Николай Леополдович Корженевски (на руски: Николай Леопольдович Корженевский) е виден руски физико-географ и глациолог, пътешественик, доктор на географските науки (1937), член-кореспондент на АН на Узбекската ССР (1947), заслужил деятел на науките на Узбекската ССР (1939), професор, завеждащ Катедрата по физическа география в Средноазиатския университет от 1937 г.

## Ранни години (1879 – 1901)
Роден е на 6 февруари 1879 година в село Завержие, Витебска губерния. Прекарва детството си в провинция Кострома. През 1889 г. постъпва в Костромската реална гимназия и след нейното завършване желае да се запише да следва, но смъртта на баща му проваля плановете му, поради което постъпва в Киевското военно училище, което завършва през 1901 г.
След завършване на военното училище Корженевски пожелава да бъде разпределен в Туркестанския военен окръг, където започва своята военна служба като младши офицер в стрелкови батальон в киргизкия град Ош, откъдето започва и неговото запознанство със Средна Азия.

## В Ош и Фергана (1901 – 1913)
Ош се намира в източната част на долината Фергана и в началото на ХХ век там живеят около 15 хил. жители – узбеки, таджики, руснаци и др., и един гарнизон на руските войски. При пристигането си на пост, 22-годишният офицер Корженевски е посрещнат топло от бъдещия си батальонен командир полковник Сергей Топорнин. Скоро командва специален отряд по организацията на хелиографна връзка между Ош и Джалал Абад, която е осъществена през 1902 г. Първото си голямо пътешествие по Памир извършва през 1903 г., когато му е наредено да прокара безкабелна телеграфна връзка между отделните памирски военни отряди. По време на своя 1500-километров маршрут събира огромно количество научен материал и това поставя началото на бъдещата му блестяща научна кариера като географ, глациолог и изследовател на Памир. В свободното си време непрекъснато се образова – сериозно изучава астрономия, геодезия, метеорология, геология, глациология, ботаника и други.
В периода 1903 – 1928 г. Корженевски извършва 11 експедиции в различни части на Памир.
През 1904 г. следва ново назначение – началник на конно-ловна рота, което му позволява да продължи изучаването на планинската страна. По време на проведените два похода изследва и картира част от течението на река Муксу и нейните извори, в хребета Петър Велики открива ледника Мушкетов.
През 1905 г. следва нова експедиция, този път в Заалайския хребет в Памир, където пръв рисува и фотографира най-високата му точка – връх Ленин (връх Абуали ибн Сина).
От 1906 до 1909 г. учи в Интендантската академия, като по време на отпуските посещава Алпите в Швейцария, Австрия и Италия. След завършване на академията получава назначение в щаба на 2-ра Туркестанска стрелкова бригада в град Скобелев (днес Фергана).
През 1912 – 1913 г. изследва древноледниковите отложения в Алайската долина, Гисарския хребет и ледниците на прохода Дукдон и публикува множество статии.

## Първа световна война и след нея (1914 – 1928)
По време на Първата световна война Корженевски служи на Западния фронт в състава на 1-ви Туркестански корпус. През март 1917 г. се завръща във Фергана вече с чин полковник и като инженер-технолог е назначен за началник по снабдяването на Туркестанския фронт в Червената армия, който пост заема да 1928 г.

## В Ташкент (1928 – 1958)
През 1928 г. се уволнява от армията, премества се в Ташкент и се отдава на научна дейност. Взима активно участие в създаването на Военния факултет в Туркестанския държавен университет и в организацията на Средноазиатския хидрометеорологически институт. Избран е за професор по география в Туркестанския университет. Заедно с научната и организаторска дейност Корженевски продължава полевите си изследвания на Памир, пустинята Муюнкум, ледниците на хребета Кунгей Алатау и причините за калните свлачища в Алмати (Верний, Алма Ата).
През 1926 г. открива и изследва около 70 ледника (Мушкетов, Фортамбек и др.) и планински върхове (Карпински, Корженевская и др.) в Памир. Открива хребета Академия на науките (7495 м) и перпендикулярния на него хребет Петър Първи (вторично). През 1928 – 1933 взема участие в експедиция в Памир, организирана от АН на СССР и възглавявана от държавния деец и учен-химик Николай Петрович Горбунов. По време на експедицията, през 1932 г., уточнява положението на Киргизкия хребет (4875 м) и изследва езерото Каракул (364 км2).
Николай Корженевски умира на 31 октомври 1958 година в Ташкент на 79-годишна възраст.

## Памет
Неговото име носят:
- връх Корженевски (39°22′ с. ш. 73°08′ и. д. / 39.366667° с. ш. 73.133333° и. д.) в Заалайския хребет в Памир;
- ледник Корженевски (39°25′ с. ш. 73°03′ и. д. / 39.416667° с. ш. 73.05° и. д.) на северния склон на Заалайския хребет в Памир;
- ледник Корженевски в хребета Заилийски Алатау в Тяншан;
- ледник Корженевски в хребета Кокшаалтау в Тяншан;

## Съчинения
- Мук-су и ее ледники, 1927.
- Алайская долина, 1930.
- Озеро Кара-Куль, Л., 1936.
- Ледники северного склона Алайского хребта, Таш., 1955.